# Ogólnopolski Konkurs Literacki „Złoty Środek Poezji”
Ogólnopolski Konkurs Literacki „Złoty Środek Poezji” (od 2016 Ogólnopolski Konkurs Literacki im. Artura Fryza) – konkurs na najlepszy poetycki debiut książkowy roku, organizowany od 2005 roku w ramach Festiwalu „Złoty Środek” (w latach 2005–2024 Festiwal „Złoty Środek Poezji”) w Kutnie.
W latach 2005–2011 organizatorem konkursu było Środkowoeuropejskie Stowarzyszenie Społeczno-Kulturalne „Środek”, od 2012 jest nim Kutnowski Dom Kultury. Konkurs odbywa się pod patronatem Stowarzyszenia Pisarzy Polskich oraz dwumiesięcznika literackiego „Topos”, „Zeszytów Poetyckich” i miesięcznika „Odra”. Mecenasem jest Prezydent Miasta Kutno. W ramach Festiwalu odbywa się również Ogólnopolski Otwarty Turniej Jednego Wiersza (od 2013 noszący imię Pawła Bartłomieja Greca). W 2025 roku (XXI edycja festiwalu) festiwal zmienił nazwę na: Literacki Festiwal Złoty Środek i uprościł nazwę konkursu na debiut: Ogólnopolski Konkurs Literacki Złoty Środek im. A. Fryza
.

## I edycja: 2005
Jury: Wojciech Wencel, Karol Maliszewski, Artur Fryz
- I nagroda: Wojciech Giedrys za tom ścielenie i grzebanie (Wydawnictwo Mamiko, Nowa Ruda 2004)
- II nagroda: Joanna Wajs za tom sprzedawcy kieszonkowych lusterek (Wydawnictwo Zielona Sowa, Kraków 2004)
- III nagroda: Krzysztof Bieleń za tom Roztwór nienasycony (Stowarzyszenie Literackie im. K. K. Baczyńskiego w Łodzi, Łódź 2004)
- wyróżnienia: Jacek Dehnel – Żywoty równoległe (Wydawnictwo Zielona Sowa, Kraków 2004), Katarzyna Hagmajer – Fuga (Staromiejski Dom Kultury, Warszawa 2004), Miłosz Kamiński – Przeszłość dla uważnych (Stowarzyszenie Pisarzy Polskich, Wrocław 2004) i Agata Wrońska – Doczekiwanie (CWA Regina Poloniae, Częstochowa 2004)

Zgłoszono 36 debiutanckich tomików poetyckich.

## II edycja: 2006
Jury: Wojciech Wencel, Artur Fryz, Karol Maliszewski
- I nagroda: Mariusz Więcek za tom Dar języków i inne przejęzyczenia (Wydawnictwo Uniwersytetu Gdańskiego, Gdańsk 2005)
- II nagroda: Anna A. Tomaszewska za tom Wiersze do czytania (Wydawnictwo Literackie, Kraków 2005)
- III nagroda: Artur Nowaczewski za tom Commodore 64 (Towarzystwo Przyjaciół Sopotu, Sopot 2005)
- wyróżnienia: Magdalena Komoń – Pudełko na makaron (Staromiejski Dom Kultury, Warszawa 2005), Marcin Kruhlej – Duszna Górka (Oficyna Wydawnicza Wojewódzkiego Ośrodka Animacji Kultury i Wydawnictwo Buk, Białystok 2005), Piotr Kuśmirek – Trio (Tygiel Kultury, Łódź 2005), Dariusz Pado – Peryferie raju (Staromiejski Dom Kultury, Warszawa 2005) i Mirka Szychowiak – Człap story (Strzeliński Ośrodek Kultury, Strzelin 2005)

Zgłoszono 52 debiutanckie książki poetyckie.

## III edycja: 2007
Jury: Wojciech Wencel, Artur Fryz, Karol Maliszewski
- I nagroda: Łukasz Jarosz za tom Soma (Biuro Literackie, Wrocław 2006)
- II nagroda: Ryszard Będkowski za tom Gorzkie jezioro (Stowarzyszenie Pisarzy Polskich, Łódź 2006)
- III nagroda: Krystyna Dąbrowska za tom Biuro podróży (Wydawnictwo Zielona Sowa, Kraków 2006) i Dariusz Adamowski za tom Adamowo (Stowarzyszenie Literackie K.K. Baczyńskiego, Łódź 2006)
- wyróżnienia: Michał Kobyliński – gill gilling (Staromiejski Dom Kultury, Warszawa 2006) i Iza Smolarek – się lenienie (Portret, Olsztyn 2006)

Zgłoszono 24 debiutanckie książki poetyckie.
II Otwarty Turniej Jednego Wiersza:
I nagroda: Jakub Przybyłowski, II nagroda: Dariusz Adamowski i Robert Miniak, III nagroda: Milena Rytelewska i Maciej Walczak

## IV edycja: 2008
Jury: Wojciech Wencel, Artur Fryz, Krzysztof Kuczkowski, Karol Maliszewski, Eugeniusz Tkaczyszyn-Dycki
- I nagroda: Jakub Przybyłowski za tom Ballady i romanse (Staromiejski Dom Kultury, Warszawa 2007)
- II nagroda: Marcin Perkowski za tom czarne/białe z odcieniem (Wydawnictwo Wojewódzkiej Biblioteki Publicznej i Centrum Animacji Kultury w Poznaniu, Poznań 2007)
- III nagroda: Przemysław Owczarek za tom Rdza (Wydawnictwo Zielona Sowa, Kraków 2007)
- wyróżnienia: Marek Lobo Wojciechowski – Suplement (Wydawnictwo Artystyczno-Graficzne, Gorzów Wlkp. 2007), Krzysztof Bąk – Znaki wodne (Staromiejski Dom Kultury, Warszawa 2007) i Jarek Spuła – czysty chłód (Firma Neon, Olkusz 2007)

Zgłoszono 31 debiutanckich książek poetyckich.
III Otwarty Turniej Jednego Wiersza; Jury: Wojciech Kudyba, Miłosz Kamil Manasterski, Sławomir Matusz
I nagroda: Anna Wieser, II nagroda: Aneta Kamińska, III nagroda: Olga Fliszewska, wyróżnienia: Piotr Gajda i Milena Rytelewska

## V edycja: 2009
Jury: Karol Maliszewski, Artur Fryz, Roman Honet, Krzysztof Kuczkowski, Eugeniusz Tkaczyszyn-Dycki
- I nagroda: Sławomir Elsner za tom Antypody (Biuro Literackie, Wrocław 2008)
- II nagroda: Izabela Kawczyńska za tom Luna i pies. Solarna soldateska (Stowarzyszenie Literackie im. K.K. Baczyńskiego, Łódź 2008)
- III nagroda: Konrad Góra za tom Requiem dla Saddama Husajna i inne wiersze dla ubogich duchem (Stowarzyszenie Kulturalno-Artystyczne Rita Baum, Wrocław 2008)
- wyróżnienia: Dominik Bielicki – Gruba tańczy (Staromiejski Dom Kultury, Warszawa 2008), Krzysztof Kleszcz – ę (Wydawnictwo Kwadratura, Łódź 2008) i Grzegorz Kwiatkowski – Przeprawa (Zeszyty Poetyckie, Gniezno 2008)

Zgłoszono 50 debiutanckich książek poetyckich.
IV Otwarty Turniej Jednego Wiersza; Jury: Sławomir Matusz, Tadeusz Dąbrowski, Jakub Przybyłowski
I nagroda: Michał Murowaniecki, II nagroda: Patryk Zimny, wyróżnienia: Magdalena Kucharska, Olga Wilczyńska, Maciej Dydyński i Kamil Wojciechowski

## VI edycja: 2010
Jury: Karol Maliszewski, Artur Fryz, Krzysztof Kuczkowski, Wojciech Kudyba, Eugeniusz Tkaczyszyn-Dycki
- I nagroda: Dawid Majer za tom Księga grawitacji (Mamiko, Nowa Ruda 2009)
- II nagroda: Anna Wieser za tom delta (Wojewódzka Biblioteka Publiczna i Centrum Animacji Kultury, Poznań 2009)
- III nagroda: Jakobe Mansztajn za tom Wiedeński high-life (Stowarzyszenie Artystyczno-Kulturalne Portret, Olsztyn 2009)
- wyróżnienia: Bianka Rolando – Biała książka (Święty Wojciech, Kraków 2009) i Joanna Lech – Zapaść (Poleski Ośrodek Kultury, SPP Łódź 2009)

Nadesłano 38 debiutanckich książek poetyckich.

## VII edycja: 2011
Jury: Karol Maliszewski, Artur Fryz, Krzysztof Kuczkowski, Wojciech Kudyba, Eugeniusz Tkaczyszyn-Dycki
- I nagroda: Agnieszka Gałązka za tom lubię być w twoich ustach (Prymasowskie Wydawnictwo Gaudentinum, Gniezno 2010)
- II nagroda: Izabela Fietkiewicz-Paszek za tom Portret niesymetryczny (Goddam Agencja Artystyczna, Piaseczno 2010)
- III nagroda: Maciej Bieszczad za tom Elipsa (Mamiko, Nowa Ruda 2010)
- wyróżnienia: Joanna Dziwak – sturm and drang (Zeszyty Poetyckie, Gniezno 2010), Jakub Sajkowski – Ślizgawki (Zeszyty Poetyckie, Gniezno 2010) i Rafał Skonieczny – Dzikie strony (WBPiCAK, Poznań 2010)

Zgłoszono 44 debiutanckie książki poetyckie.
VI Otwarty Konkurs Jednego Wiersza; Jury: Mariusz Grzebalski, Aneta Kamińska, Dawid Majer
I nagroda: Maciej Bieszczad, II nagroda: Dawid Jung, III nagroda: Kamila Pawluś, wyróżnienia: Joanna Dziwak, Izabela Kawczyńska, Krzysztof Kleszcz, Sławomir Płatek i Kacper Płusa

## VIII edycja: 2012
Jury: Karol Maliszewski, Artur Fryz, Krzysztof Kuczkowski, Wojciech Kudyba, Eugeniusz Tkaczyszyn-Dycki
- I nagroda: Karol Bajorowicz za tom alteracje albo metabasis (Urząd Miejski w Bielsku-Białej, Bielsko-Biała 2011)
- II nagroda: Ninette Nerval za tom Dasein Design (Wydawnictwo Miniatura, Kraków 2011)
- III nagroda:
  - Tomasz Bąk za tom Kanada (Wojewódzka Biblioteka Publiczna i Centrum Animacji Kultury w Poznaniu, Poznań 2011)
  - Tadeusz Dziewanowski za tom Siedemnaście tysięcy małpich ogonów (Towarzystwo Przyjaciół Sopotu, Sopot 2011)
  - Adrian Gleń za tom Da. Teksty wierszowane (Towarzystwo Przyjaciół Sopotu, Sopot 2011)
  - Justyna Krawiec za tom chłód (SPP Oddział w Łodzi, Śródmiejskie Forum Kultury – Dom Literatury, Łódź 2011)

nominacje: Joanna Bonarska – zmienność funkcji (Wydawnictwo Myślnik, Gdańsk 2011), Karolina Chyła – Debiut przed debiutem (Wydawnictwo Nisza, Warszawa 2011), Patrycjusz Dziczek – Polowanie na malinowy śnieg (Wydawnictwo Meander, Więcbork 2011), Piotr Figas – poprzez jezioro (Wydawnictwo Miniatura, Kraków 2011), Bogumiła Jęcek – czarne koronki (Śródmiejski Ośrodek Kultury, Kraków 2011), Marcin Jurzysta – ciuciubabka (SPP Oddział w Łodzi, Śródmiejskie Forum Kultury – Dom Literatury, Łódź 2011), Maciej Kotłowski – noc kumania (Wydawnictwo Meander, Więcbork 2011), Jacek Kukorowski – tagi (Zeszyty Poetyckie, Gniezno 2011), Wiesława Kurpiewska – Spotkanie z Utratą (Wydawnictwo Miniatura, Kraków 2011), Rafał Kwiatkowski – Twarde O (Fundacja na rzecz Kultury i Edukacji im. Tymoteusza Karpowicza, Wrocław 2011), Paweł Łęczuk – Delta wsteczna (Stowarzyszenie Salon Literacki, Warszawa 2011), Rafał Nowakowski – Z dystansu (Staromiejski Dom Kultury, Warszawa 2011), Krzysztof Urbański-Tomanek – zaimek tutaj (PPHU Drukpol sp. j. i Tarnogórska Fundacja Kultury i Sztuki, Tarnowskie Góry 2011) i Katarzyna Zając – pęknięcia (Dom Kultury w Tuchowie, Tuchów 2011)
Zgłoszono 83 debiutanckie książki poetyckie.
VII Otwarty Turniej Jednego Wiersza; Jury: Janusz Drzewucki, Izabela Fietkiewicz-Paszek, Grażyna Baranowska
I nagroda: Karolina Chyła, II Nagroda: Krzysztof Kleszcz i Michał Maliński, III nagrody: Sławomir Płatek i Paweł Więzik, wyróżnienia: Marta Grzywacz, Piotr Łączyński, Justyna Danik i Izabela Kawczyńska

## IX edycja: 2013
Jury: Karol Maliszewski, Artur Fryz, Krzysztof Kuczkowski, Wojciech Kudyba, Eugeniusz Tkaczyszyn-Dycki
- I nagroda: Janusz Radwański za tom Księga wyjścia awaryjnego (Stowarzyszenie Żywych Poetów, Brzeg 2012)
- II nagroda: Urszula Kulbacka za tom Rdzenni Mieszkańcy (Stowarzyszenie Pisarzy Polskich Oddział w Łodzi, Śródmiejskie Forum Kultury – Dom Literatury w Łodzi, Łódź 2012)
- III nagroda:
  - Kajetan Herdyński za tom Późny Karnawał (Instytut Mikołowski, Mikołów 2012)
  - Tomasz Ososiński za tom Pięć bajek (Zeszyty Poetyckie, Gniezno 2012)
- wyróżnienia: Katarzyna Bolec – Plusk (Biblioteka Nowej Okolicy Poetów i Podkarpacki Instytut Książki i Marketingu, Rzeszów 2012), Monika Brągiel – Kim się nie jest (Stowarzyszenie Literackie im. K.K. Baczyńskiego, Łódź 2012), Jarosław Moser – wizja lokalna (Stowarzyszenie Żywych Poetów, Brzeg 2012), Kacper Płusa – Ze skraju i ze światła (Wydawnictwo Kwadratura, Łódź 2012) i Edyta Wysocka – Dzieci epoki (Miejski Dom Kultury w Radomsku, Radomsko 2012)

nominacje: Katarzyna Fetlińska – Glossolalia (Biuro Literackie, Wrocław 2012), Grzegorz Jędrek – Badland (SPP Oddział w Łodzi, Śródmiejskie Forum Kultury – Dom Literatury w Łodzi, Łódź 2012), Marek Petrykowski – Cytrynowo (Marek Petrykowski, Krosno 2012), Małgorzata Południak – Czekając na Malinę (Zaułek Wydawniczy Pomyłka, Szczecin 2012), Grzegorz Ryczywolski – Wiosenne porządki (Wydawnictwo Kwadratura, Łódź 2012), Szymon Szwarc – Kot w tympanonie (Stowarzyszenie Kulturalno-Artystyczne Rita Baum, Wrocław 2012), Filip Wyszyński – Skaleczenie chłopca (Biuro Literackie, Wrocław 2012) i Grzegorz Wołoszyn – Poliptyk (Miejska Biblioteka Publiczna im. Cypriana K. Norwida w Świdnicy, Świdnica 2012)
Zgłoszono 82 debiutanckie książki poetyckie
VIII Ogólnopolski Otwarty Konkurs Jednego Wiersza im. Pawła Bartłomieja Greca; Jury: Marek Baczewski, Karol Bajorowicz, Grażyna Baranowska
I miejsce: Izabela Kawczyńska, II miejsce: Monika Brągiel i Magdalena Jóźwiak, wyróżnienia: Piotr Gajda, Krzysztof Kleszcz, Jarosław Moser, Wojciech Popik i Adrian Witczak

## X edycja: 2014
Jury: Karol Maliszewski, Krzysztof Kuczkowski, Wojciech Kudyba
- I nagroda: Szymon Słomczyński za tom Nadjeżdża (Biuro Literackie, Wrocław 2013)
- II nagroda: Marta Kucharska za tom Abisynia (Zeszyty Poetyckie, Gniezno 2013)
- III nagroda: Martyna Buliżańska za tom Moja jest ta ziemia (Biuro Literackie, Wrocław 2013)
- wyróżnienia: Beata Kieras – Lady Hiob otwiera usta (Stowarzyszenie Literackie im. K.K. Baczyńskiego, Łódź 2013), Ewa Świąc – Lekcja oddychania (Stowarzyszenie Literackie im. K.K. Baczyńskiego, Łódź 2013), Maciej Taranek – Repetytorium (Hub Wydawniczy Rozdzielczość Chleba, 2013), Piotr Tomczak – Miłość, miłość, zapałki, książki i ikra (Mamiko, Nowa Ruda 2013)

nominacje: Kamil Brewiński – Clubbing (Hub Wydawniczy Rozdzielczość Chleba, 2013), Szymon Domagała-Jakuć – Hotel Jahwe (Dom Literatury w Łodzi, Łódź 2013), Łucja Dudzińska – Z mandragory (Stowarzyszenie Literackie im. K.K. Baczyńskiego, Łódź 2013), Seweryn Górczak – Konstytucja (Staromiejski Dom Kultury, Warszawa 2013), Urszula Kopeć-Zaborniak – Data ważności (Stowarzyszenie Salon Literacki, Warszawa 2013), Rafał Krause – Pamiętnik z powstania (Dom Literatury w Łodzi, Łódź 2013), Karolina Kułakowska – Puste muzea (Zaułek Wydawniczy Pomyłka, Szczecin 2013), Łukasz Kuźniar – Everyman (Fundacja Duży Format, Warszawa 2013), Agnieszka Marek – Wypuść mnie, wypuść (Miejski Dom Kultury w Radomsku, Radomsko 2013) i Małgorzata Skałbania – Nadleciałości (Petit, Lublin 2013)
Zgłoszono 70 debiutanckich książek poetyckich
Ogólnopolski Otwarty Turniej Jednego Wiersza im. Pawła Bartłomieja Greca nie odbył się.

## XI edycja: 2015
Jury: Karol Maliszewski, Krzysztof Kuczkowski, Wojciech Kudyba
- I nagroda: Tomasz S. Mielcarek za tom Obecność/Presence (Dom Literatury w Łodzi, Łódź 2014)
- II nagroda: Michał Kozłowski za tom Gadane (Księgarnia Akademicka, Kraków 2014)
- III nagroda: Anna Augustyniak za tom Bez ciebie (Jeden Świat, Warszawa 2014)
- wyróżnienia: Rafał Derda – Piąte (Stowarzyszenie Salon Literacki, Warszawa 2014), Dominika Kaszuba – Domy pasywne (Stowarzyszenie Salon Literacki, Warszawa 2014), Rafał Różewicz – Product placement (Zeszyty Poetyckie, Gniezno 2014), Ewa Włodarska – Perłofonia (Zaułek Wydawniczy Pomyłka, Szczecin 2014) i Urszula Zajączkowska – Atomy (Zeszyty Poetyckie, Gniezno 2014)

nominacje: Joanna Danuta Bieleń – Słowa skierowane do najbliższego Boga (FDF, Warszawa 2014), Maciej Filipek – Rezystory (K.I.T. Stowarzyszenie Żywych Poetów, Brzeg 2014), Robert Kania – spot (Stowarzyszenie Salon Literacki, Warszawa 2014), Michał Książek – Nauka o ptakach (Fundacja Sąsiedzi, Białystok 2014), Radosław Sobotka – Imaginarium i inne czynności przyjemne i niepożyteczne (Fundacja Duży Format, Warszawa 2014), Daniel Suchenia – Pestkowiec (Fundacja Wspierania Kultury Ogrody, Szczawno-Zdrój 2014), Dawid Staszczyk – Log out (Zeszyty Poetyckie, Gniezno 2014) i Agnieszka Wiktorowska-Chmielewska – i tu i tu (Towarzystwo Słowaków w Polsce, Kraków 2014)
Zgłoszono 53 debiutanckie książki poetyckie

## XII edycja: 2016
Jury: Karol Maliszewski, Krzysztof Kuczkowski, Wojciech Kudyba
- I nagroda: Dominik Żyburtowicz – Żaglowce (WBPiCAK, Poznań 2015)
- II nagroda: Ewa Olejarz – Milczenie placu zabaw (Towarzystwo Przyjaciół Sopotu, Sopot 2015)
- III nagroda: Bronka Nowicka – Nakarmić kamień (Biuro Literackie, Wrocław 2015)
- wyróżnienia: Patryk Czarkowski – Precyzja roślin (Universitas, Kraków 2015), Robert Feszak – Wnętrza gór (Miasto Radomsko, Radomsko 2015), Jolanta Nawrot – Płonące główki, stygnące stópki (WBPiCAK, Poznań 2015), Piotr Przybyła – Apokalipsa. After party (Dom Literatury, Łódź 2015), Rafał Rutkowski – Chodzę spać do rzeki (Zeszyty Poetyckie, Gniezno 2015)

nominacje: Urszula Honek – Sporysz (WBPiCAK, Poznań 2015), Michał Pranke – b (Dom Literatury, Łódź 2015), Joanna Starkowska – Ballada o wyrzynarce (Zaułek Wydawniczy Pomyłka, Szczecin 2015), Karina Stempel – Rok drewnianego konia (Almatea, Wrocław 2015)
Zgłoszono 64 debiutanckie książki poetyckie
X Otwarty Turniej Jednego Wiersza im. Pawła Bartłomieja Greca; Jury: Jadwiga Kubiak, Maciej Robert, Piotr Grobliński
I miejsce: Dawid Koteja i Anna Maria Wierzchucka, II miejsce: Zuzanna Ogorzewska i Agnieszka Wojciechowska, III miejsce: Joanna Nawrot i Kacper Płusa, wyróżnienia: Anna Buchalska, Piotr Gajda, Magdalena Jóźwiak, Krzysztof Kleszcz, Marcin Królikowski, Theodor Lewandowski, Rafał Rutkowski, Krzysztof Schodowski i Dominik P. Żyburtowicz

## XIII edycja: 2017
Jury: prof. dr hab. Piotr Śliwiński, dr Jakub Kornhauser, Adam Wiedemann
- I nagroda: Zyta Bętkowska – Dwa chutory (MaMiKo, Nowa Ruda 2016)
- II nagroda: Grzegorz Hetman – Putzlaga i inne wiersze (Fundacja na Rzecz Kultury i Edukacji im. Tymoteusza Karpowicza, Wrocław 2016)
- III nagroda:
  - Ewa Jarocka – Nie ma dobrych ludzi (Fundacja na Rzecz Kultury i Edukacji im. Tymoteusza Karpowicza, Wrocław 2016)
  - Damian Kowal – Najmniejsze przeboje z Tristan da Cuhna (Dom Literatury, Łódź 2016)
  - Adam Leszkiewicz – Fantomowa głowa – (Klub Jagielloński, Kraków 2016)

Zgłoszono 72 debiutanckie książki poetyckie.
XI Ogólnopolski Otwarty Turniej Jednego Wiersza im. Pawła Bartłomieja Greca; Jury: Adam Wiedemann, Grażyna Baranowska, Marek Czuku
III miejsce (nagroda główna): Paweł Śmiałek, wyróżnienia: Krzysztof Kleszcz, Remigiusz Czyżewski, Anna Maria Wierzchucka, Adrian Sowa i Marcin Królikowski

## XIV edycja: 2018
Jury: prof. dr hab. Piotr Śliwiński, dr Jakub Kornhauser, Adam Wiedemann
- I miejsce: Katarzyna Michalczak – Pamięć przyjęć (Dom Literatury, Łódź 2017)
- II miejsce: Beata Głowacka – ikonostas (Norbertinum, Lublin 2017)
- III miejsce:
  - Marcin Mokry – czytanie. Pisma (Dom Literatury, Łódź 2017)
  - Paweł Krzaczkowski – Wstęgi Mobiusa (Stowarzyszenie Kulturalno-Artystyczne Rita Baum, Wrocław 2017)
- wyróżnienia:
  - Maciej Topolski – na koniec idą (Dom Literatury, Łódź 2017)
  - Marcin Niewirowicz – dociekania strefy (Wydawnictwo Nisza, Warszawa 2017)

Zgłoszono 59 debiutanckich książek poetyckich.
XII Ogólnopolski Otwarty Turniej Jednego Wiersza im. Pawła Bartłomieja Greca; Jury: Adam Wiedemann, Grażyna Baranowska, Marek Czuku
I miejsce: Roksana Polon i Marta Stępniak, II miejsce: Anna Nawrocka i Marcin Niewirowicz, III miejsce: Kacper Płusa, wyróżnienia: Remigiusz Czyżewski, Aleksandra Krzyżaniak, Aleksandra Łapot i Mateusz Pałczyński.

## XV edycja: 2019
Jury: Piotr Śliwiński, Adam Wiedemann, Jakub Kornhauser
- I miejsce: Maciej Bobula – wsie, animalia, miscellanea (Fundacja Duży Format, Warszawa 2018)
- II miejsce: Łukasz Kaźmierczak/Łucja Kuttig – Kokosty (Dom Literatury w Łodzi, Stowarzyszenie Pisarzy Polskich Oddział w Łodzi, Łódź 2018)
- III miejsce: Robert Jóźwik – Obiecuję ci niewidzialność (Mamiko, Nowa Ruda 2018)
- wyróżnienia: Malwina Banach – 300 dni bez psychiatry (Stowarzyszenie Pisarzy Polskich Oddział w Olsztynie, Olsztyn 2018), Jan Rojewski – Ikonoklazm (Biuro Literackie, Stronie Śląskie 2018)[27]

## XVI edycja: 2020
Jury: Piotr Śliwiński, Adam Wiedemann, Jakub Kornhauser
- I miejsce: Paweł Gawlik – Utwory zebrane. Tom I (Stowarzyszenie Trzecia Fala, Warszawa 2019)
- II miejsce: Ada Rączka – Nie róbmy nic, błagam, ale powiedzmy innym, że robiłyśmy (Fundacja Duży Format, Warszawa 2019)
- III miejsce: Maciej Kulis – Wodny świat (Fundacja Duży Format, Warszawa 2019)
- wyróżnienia: Małgorzata Ślązak – Roleplay/Replay (Wyd. Dom Literatury w Łodzi/SPP Oddział w Łodzi, Łódź 2019), Kasper Pfeifer – Adblock (Wyd. Dom Literatury w Łodzi/ SPP Oddział w Łodzi, Łódź 2019), Juliusz Pielichowski – Czarny organizm (Instytut Mikołowski im. R. Wojaczka, Mikołów 2019), Tomasz Ważny – Godzina wychowawcza (Wydawnictwo j, Wrocław 2019)

Zgłoszono 61 debiutów.

## XVII edycja: 2021
Jury: Piotr Śliwiński, Adam Wiedemann, Jakub Kornhauser
- I miejsce: Agnieszka Kłos – Wyższa czułość
- II miejsce: Tomasz Fijałkowski – Strona bierna
- III miejsce: Filip Matwiejczuk – Różaglon, Łukasz Barys – Wysokie słońce
- wyróżnienia: Joanna Bociąg – Boję się o ostatnią kobietę, Jarosław Dudycz – Czarna skrzynka

XIV Ogólnopolski Otwarty Turniej Jednego Wiersza im. Pawła Bartłomieja Greca; Jury: Barbara Klicka, Grażyna Baranowska, Jakub Kornhauser, Adam Wiedemann
I miejsce: Elżbieta Wiśniewska i Kacper Płusa, II miejsce: Michał Krawczyk, III miejsce: Emilia Mazur, wyróżnienia: Anna Buchalska i Mariusz Baryła

## XVIII edycja: 2022
Jury: Piotr Śliwiński, Adam Wiedemann, Jakub Kornhauser
Laureaci:
- I miejsce: Marian Pilot – Dzikie mięso (Wydawnictwo Ha!Art)
- II miejsce: Mateusz Żaboklicki – Nucić (Dom Literatury w Łodzi/ SPP Oddział w Łodzi)
- III miejsce: Max Pogarda – Splot Pogardy (Mamiko)
- wyróżnienia: Emilia Konwerska – 112 (Wydawnictwo papierwdole), Paweł Bień – Światłoczułość (SPP w Łodzi), Michał Krawczyk – Ekspansja ech (Instytut Mikołowski), Wojciech Kopeć – Przyjmę/oddam/wymienię (Instytut Literatury/SPP Oddział w Łodzi)[30]

## XIX edycja: 2023
Jury: Piotr Śliwiński, Adam Wiedemann, Jakub Kornhauser
Laureaci:
- I miejsce: Julek Rosiński – Streszczenie pieśni (Biuro Literackie)
- II miejsce: Paweł Stasiewicz – Oprawa skórzana (Wydawnictwo papierwdole)
- III miejsce: Ivan Davydenko – Halal (Wydawnictwo papierwdole)
- Wyróżnienia: Maja Demska – Udawanie ludzi (Girls* to the Front), Tomek Gromadka – Komunizm, gówno i może cię kocham (Biuro Literackie), Marta Szumna-Mitek – Nagrody pocieszenia (Fundacja Duży Format)[32]

## XX edycja: 2024
Jury: Piotr Śliwiński, Adam Wiedemann, Jakub Kornhauser
Laureaci:
- I miejsce: Szymon Kowalski – Konopeum (Wydawnictwo Convivo)
- II miejsce: Andrzej Muszyński – A (Wydawnictwo Biblioteki Śląskiej)
- III miejsca: Joanna Łępicka – Zeszyt ćwiczeń (Biuro Literackie), Małgorzata Osowiecka – Plama na ścianie (Muzeum Jana Kochanowskiego), Marcin Polak – Kondensaty (SPP w Łodzi)[33]

## XXI edycja: 2025
Jury: Joanna Mueller, Julia Szychowiak, Agnieszka Waligóra
Laureaci:
- I miejsce: nie przyznano
- II miejsce: Rafał Wawrzyńczyk za Dziecko na głowie króla (Wydawnictwo J) oraz Dominika Parszewska za Kink-meme (WBPiCAK)
- III miejsca: Martyna Rogacka za Alfamę (Wydawnictwo Muzeum Narodowe w Lublinie) i Amelia Żywczak za Tyldę (Wydawnictwo Convivo)
- Wyróżnienia: Miłosz Fleszar za Sekstans (Stowarzyszenie Pisarzy Polskich Oddział w Łodzi) i Ola Lewandowska-Ferenc za Jesteśmy pierwszą ciemnością tego lata (Biuro Literackie)[34]